# Armée pour l'indépendance kachin
Pour les articles homonymes, voir KIA.

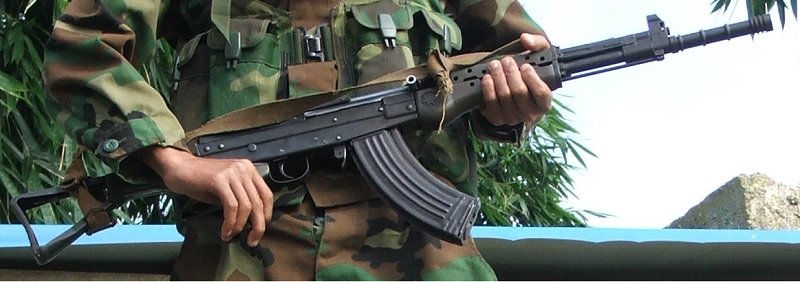
Combattant de la KIA armée d'un fusil d'assaut K10 (copie locale du Norinco Type 81)

L'Armée pour l'indépendance kachin - en anglais : Kachin Independence Army (KIA) - est la branche armée de la Kachin Independence Organization (KIO), une organisation nationaliste Jingpo, fondée en 1961 qui cherche à obtenir l'indépendance de l'État Kachin de la Birmanie.

## Historique
L'indépendantisme kachin naît en 1958 comme réaction à la volonté de l'État d'imposer aux Kachins chrétiens le bouddhisme. En 1960, la KIO est fondée par les frères Zau. À l'origine anticommuniste, la KIA reçoit le financement de la CIA, du Kuomintang ou encore de la Corée du Sud, combattant autant les autorités birmanes que le Parti communiste birman, dirigeant lui aussi un guérilla dans le pays. 
En 1976, la KIO/KIA joint le National Democratic Front, rassemblant plusieurs mouvements indépendantistes de Birmanie et s'allie avec le Parti communiste birman qui l'approvisionne en armes fournies par la république populaire de Chine. Forte de 10 000 militants, la KIA proclame l'indépendance d'un territoire de près de 40 000 km2 acquis durant les années 1980. Au début des années 1990, elle y interdit la culture du pavot à opium. En 1993, elle signe un cessez-le-feu avec le gouvernement du Conseil d'État pour la Paix et le Développement.

## Périodes récentes
La trêve a été rompue en 2010 après le refus de la KIA d'intégrer les unités de garde-frontière (Na Sa Kha) des forces armées birmanes et les combats ont repris en 2011.
Elle fait partie de la coalition antigouvernementale dans la guerre civile de 2021-2024 en Birmanie.